# 류수영의 동물티비
류수영의 동물티비는 2021년 5월 1일부터 2021년 7월 17일까지 방송된 동물 전문 교양 프로그램이다.

## 방영 목록
- 1화, 2화 : 슬기로운 시골생활
- 3화 : 노란 스카프의 영웅 현혈견
- 4화 : 잠꾸러기 왕자 페럿 옥이
- 5화 : 반려 여우와 달콤 살벌한 동거 생활
- 6화 : 파양률 0%의 기적
- 7화 : 사진 한장의 기적 MC류수영 만든 전생 그현장을 가다
- 8화 : 네발달린 치료사 엄마를 부탁해
- 9화 : 의대한 육아견 차차
- 10화 : 라쿤 밤비의 은밀한 사생활
- 11화 : 거위와 프레디독의 한지붕 라이프
- 12화 : 복권가게 행복 고양이 (최종회)

## 같이 보기
관련 항목
- 류수영

방송 프로그램
- 가족의 탄생